# 遊技場
遊技場（ゆうぎじょう）とは遊技を楽しませることを目的として設置されている施設。

## 日本での遊技場と呼ばれる施設の範囲基準
1948年（昭和23年）「風俗営業取締法」として制定された風俗営業等の規制及び業務の適正化等に関する法律の現行法では、第二十三条に「遊技場」という語句があり、第一項第七号および同第八号に記載された「まあじやん屋、ぱちんこ屋その他設備を設けて客に射幸心をそそるおそれのある遊技をさせる営業」、「スロットマシン、テレビゲーム機その他の遊技設備で本来の用途以外の用途として射幸心をそそるおそれのある遊技に用いることができるもの（国家公安委員会規則で定めるものに限る。）を備える店舗その他これに類する区画された施設（旅館業その他の営業の用に供し、又はこれに随伴する施設で政令で定めるものを除く。）において当該遊技設備により客に遊技をさせる営業（前号に該当する営業を除く。） 」がその対象とされている。
それに遡る1904年の「明治37年警視庁令第44号」は「遊技場取締規則」とされ、その他都道府県例においても同様の名称の規則が存在している。
1955年（昭和30年）の「参議院会議録情報 第022回国会 地方行政委員会 第17号」において、ビリヤードの健全なスポーツ化に尽力したことで知られる政治家・眞鍋儀十は、ビリヤードを風俗営業法の対象から除外するための法律案の発言中、「囲碁、将棋、射的、大弓、釣堀、貸舟児童遊園、ピンポン、スケート、玉突場など」などの遊技をする施設が、風俗営業取締法制定以前の都道府県条例の対象であると述べている。
また建築物における衛生的環境の確保に関する法律による特定建築物の範囲に定められた遊技場は、「設備を設けて、公衆に麻雀・パチンコ・卓球・ボウリング・ダンス・その他の遊技をさせる施設」とされ、備考として「体育館・その他スポーツ施設は含まれない」とされている。
防災の観点では、基礎自治体における火災予防条例により、消火設備の設置などに対する区分けから、カラオケ店も遊技場として届出を義務付けているところもある。